# Kenny Delmar
Kenneth Howard "Kenny" Delmar (5 de septiembre de 1910-14 de julio de 1984) fue un actor estadounidense que trabajó en el cine, en la radio y en la animación.

## Resumen biográfico
Nacido en Boston, Massachusetts, Delmar es notable por interpretar, entre otros trabajos, al Senador Claghorn en el show radiofónico de Fred Allen, a la vez que hacía la función de presentador del mismo. El personaje influyó a Warner Brothers para crear el personaje di dibujos animados Gallo Claudio. 
Delmar fue también un actor de doblaje que dio voz a diversos personajes de dibujos animados en producciones tales como Tennessee Tuxedo and His Tales, King Leonardo and his Short Subjects y otros. Además, en la adaptación que Orson Welles radió en 1938 de La guerra de los mundos, fue la voz del Secretario de Interior de los Estados Unidos quien, bajo la dirección de Welles, sonaba sospechosamente parecida a la del entonces Presidente Franklin D. Roosevelt.
Kenny Delmar falleció en Stamford (Connecticut) en 1984. Está enterrado en el Cementerio Long Ridge Union de Stamford. 